# Шичко, Геннадий Андреевич
Шичко́ Генна́дий Андре́евич (18 мая 1922, Минская область — 3 ноября 1986, Ленинград) — советский учёный-физиолог, кандидат биологических наук. Участник Великой Отечественной войны.

## Биография
Геннадий Андреевич Шичко родился в Минской области 18 мая 1922 года.
Шичко участвовал в Великой Отечественной войне в качестве командира и политработника. Во время войны был тяжело ранен в обе ноги в боях под Сталинградом. Несмотря на инвалидность, он продолжал работать и учиться.
В 1954 году Шичко окончил Ленинградский университет (психологическое отделение философского факультета). Работал в Институте экспериментальной медицины. В 1956 защитил кандидатскую диссертацию «К вопросу о высшей нервной деятельности взрослого человека».
Геннадий Андреевич умер 3 ноября 1986 года.

## Память
Кремирован и похоронен в колумбарии Санкт-Петербургского крематория.
Имеется бюст Геннадия Шичко в Чебоксарах.

## Основные труды
- Вторая сигнальная система и её физиологические механизмы. 1969[2].
- Краткий словарь противокурильщика.
- Маленький словарь трезвенника[4].
- Избавление от алкоголизма шаг за шагом
- Кто есть алкоголик?
- Против абсурдизма в антиалкогольной пропаганде
- Трезвость — наше неизбежное ближайшее будущее
- Горбатый стакан [5] в соавторстве с Леонидом Павловичем Сёминым (антиалкогольная повесть, 1971)

## Последователи
Методист: Вальдемар Ивашкявичус — Избавление от вредных привычек (Литва, Вильнюс — optimalistas.lt)